# Albrecht Konrad Finck von Finckenstein

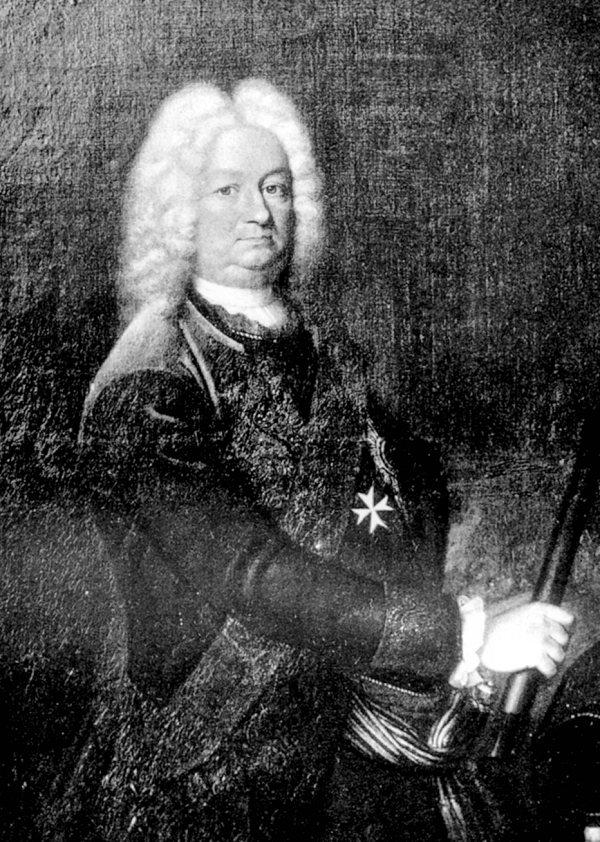
Albrecht Konrad Finck von Finckenstein

Albrecht Konrad Finck von Finckenstein (ur. 30 października 1660, zm. 16 grudnia 1735) – pruski dowódca wojskowy, feldmarszałek.
Od 4 lutego 1710 roku hrabia cesarstwa (reichsgraf) otrzymał tytuł hrabiowski od Józefa I Habsburga, syna Leopolda I, za odznaczenie się przy zdobyciu Dornika, pełniąc funkcję generała porucznika. Brał udział w wojnie o sukcesję hiszpańską w latach 1702–1714. Wyróżnił się podczas bitwy pod Malplaquet, o czym opowiadał jeszcze Fryderyk II Wielki. W roku 1733 Finck został feldmarszałkiem. W 1902 roku w Berlinie przemianowano ulicę na Finkestein Alle na cześć Albrechta von Finckenstein.
Żonaty z Sussaną Magdaleną von Hoff, z którą miał trzech synów: Fredricha Ludwiga, Karla Wilhelma i Fredricha Ottona Leopolda oraz dwie córki: Marię Amelię, urodzoną w Cassel Charlottenburg 22 maja 1704, i Charlottę Albertinę ur. 22 stycznia 1706, zmarłą w Berlinie w 8 marca 1795 roku.